# Міжселенна територія Красночикойського району
Міжселенна територія Красночико́йського району (рос. Межселенная территория Красночикойского района) — муніципальне утворення у складі Красночикойського району Забайкальського краю, Росія.
Згідно із федеральними законами територія напряму підпорядковується районній владі.
Населення міжселенної території становить 16 осіб (2019; 24 у 2010, 43 у 2002).
Станом на 2002 рік село Семиозер'є перебувало у складі Черемховського сільського округу.

## Склад
До складу міжселенної території входить:
| Населений пункт  | Населення, осіб (2002) | Населення, осіб (2010) |
| ---------------- | ---------------------- | ---------------------- |
| Семиозер'є, село | 43                     | 24                     |